# Pandansari (Ngunut)
Pandansari is een bestuurslaag in het regentschap Tulungagung van de provincie Oost-Java, Indonesië. Pandansari telt 3425 inwoners (volkstelling 2010).